# Jakobrettenbach
Jakobrettenbach ist ein Stadtteil von Dorfen im oberbayerischen Landkreis Erding.

## Lage
Der Weiler liegt circa vier Kilometer nördlich von Dorfen und ist über die Kreisstraße 13 zu erreichen.
Bis zur bayerischen Gemeindereform 1972 war Eibach mit Jakobrettenbach und anderen Ortsteilen eine selbstständige Gemeinde.

## Baudenkmäler
Siehe auch: Liste der Baudenkmäler in Jakobrettenbach
- Katholische Filialkirche  St. Jakob